# Arthur Langerman

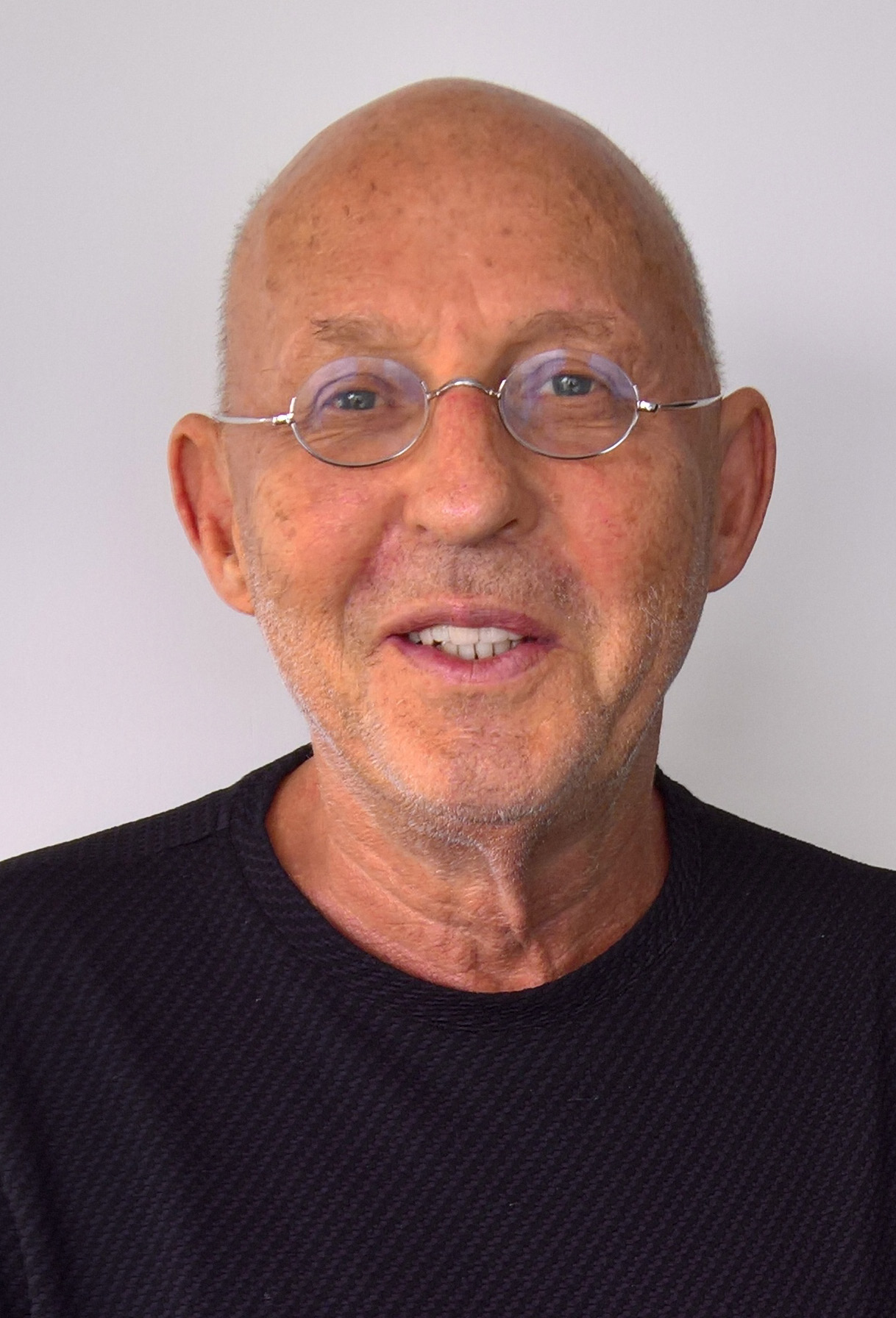
Arthur Langerman (2017)

Arthur Langerman (* 21. August 1942 in Antwerpen-Borgherhout; eigentlich Arthur Eugène Langerman False Swarzberg) ist ein belgischer Diamantenhändler, Sammler und Übersetzer.
Er ist Gründer der nach ihm benannten Arthur Langerman Foundation und wurde im März 2020 vom Centre Communautaire Laïc Juif in Brüssel für sein unermüdliches Engagement gegen Antisemitismus als „Mensch de l’année 2020“ („Mensch des Jahres 2020“) geehrt.

## Biografie

### Jugend
Arthur Langermans Vater Salomon Langerman False Swarzberg wurde 1907 in Krakau geboren und emigrierte in den 1920er-Jahren über Duisburg nach Antwerpen. Dort war er als Pelzhändler tätig und heiratete im Januar 1941 die Modistin Zysla Brandla Blajwas (geboren im Jahr 1917 in Warschau). Ihr gemeinsamer Sohn Arthur kam am 21. August 1942 zur Welt. Wegen ihrer jüdischen Herkunft wurden Salomon und Zysla am 28. März 1944 verhaftet, im SS-Sammellager Mechelen interniert und am 19. Mai mit dem XXV. Transport von dort nach Auschwitz-Birkenau deportiert. Ihr noch nicht einmal zwei Jahre alter Sohn überlebte die deutsche Besatzung in mehreren Kinderheimen der Association des Juifs en Belgique. Arthur Langermans Vater Salomon kehrte nicht nach Antwerpen zurück; er starb vermutlich im Frühjahr 1945 im KZ-Außenlager Plattling. Insgesamt ermordeten die Nationalsozialisten 18 nahe Verwandte Arthur Langermans. Seine Mutter Zysla war in verschiedenen Konzentrationslagern (Auschwitz-Birkenau, Ravensbrück, Neustadt-Glewe) interniert, überlebte die Verfolgung und kehrte 1945 nach Belgien zurück. Da sie sich anfangs nicht in der Lage befand, sich um ihren Sohn Arthur zu kümmern, lebte er einige Monate bei einem protestantischen Ehepaar in der Region von Charleroi, das zwei Jahre zuvor bereits einen seiner Cousins aufgenommen hatte und heute als Gerechte unter den Völkern anerkannt ist. Von 1946 an wuchs Arthur Langerman wieder bei seiner Mutter auf. Über das Schicksal ihrer Angehörigen während des Holocaust sprach sie bis zu ihrem Tod kaum. Dennoch war die Shoah im Hause Langerman ständig präsent: „Die Trauer über den Verlust der ermordeten Familienmitglieder war allgegenwärtig.“
Arthur Langermans Kindheit war von mehreren Wohnortwechseln zwischen Antwerpen und Brüssel geprägt. In der Schule litt er unter antisemitischen Anfeindungen seitens seiner Mitschüler. Als Jugendlicher war er in seiner Freizeit in der jüdischen, links-zionistischen Jugendbewegung Hashomer Hatzair aktiv.
Um seine Familie finanziell unterstützen zu können, brach Arthur Langerman im Alter von 15 Jahren die Schule ab und begann in Antwerpen eine Ausbildung im Diamantenhandwerk.

### Beruflicher Werdegang
Nach zehn Jahren, in denen er die verschiedenen Facetten des Handwerks kennengelernt und Berufserfahrung gesammelt hatte, machte er sich schließlich selbstständig und spezialisierte sich in den 1970er-Jahren auf naturfarbene Diamanten. „People tried to discourage me from dealing with these strange – and this was the perception at the time – worthless stones. But I couldn't let them go“, erinnert er sich an diese beruflich prägende und richtungsweisende Zeit. In dieser  Zeit hat Arthur Langerman eine Sammlung mit Zehntausenden naturfarbenen Diamanten in verschiedenen Farbtönen, Qualitäten, Formen und Größen zusammengetragen, die bereits mehrfach ausgestellt wurde, beispielsweise 1991 im Museum Cinquantenaire in Brüssel oder 2001 in Rom.
Arthur Langerman gilt heute als Pionier bei der Bearbeitung von naturfarbenen Diamanten. Er zählt zu den weltweit führenden Spezialisten auf diesem Gebiet und berät u. a. das belgische Königshaus.

### Tätigkeit als Übersetzer
Arthur Langerman spricht elf Sprachen und betätigt sich in seiner Freizeit als Übersetzer jiddischer Literatur ins Französische. Zusammen mit Freunden gründete er einen „club des yiddishistes“, dessen Mitglieder sich regelmäßig treffen und auf Jiddisch über aktuelle Ereignisse diskutieren.

## Sammler visueller Antisemitika
Der Prozess gegen Adolf Eichmann 1961 in Jerusalem markierte für Arthur Langerman den Ausgangspunkt einer weiteren, außergewöhnlichen Sammlertätigkeit. Er verfolgte den Prozess gegen den Organisator des Holocaust und begann, nach einer Erklärung für den Judenhass zu suchen. Das Sammeln visueller Antisemitika wurde für ihn eine Art Strategie zur Bewältigung der familiären Traumata und half ihm dabei, die lange Geschichte des Antisemitismus und die Ursachen des Mordes an den europäischen Juden und Jüdinnen zu begreifen. Seine damalige Motivation beschreibt er heute wie folgt: „Ich wollte verstehen, was die Juden so Schlimmes getan haben, dass sie so grausam behandelt wurden. Ich wollte verstehen, warum die Menschen so einen Hass auf die Juden hatten.“
Das zunächst willkürliche Sammeln von Antisemitika im Privaten entwickelte sich mit der Zeit zu einer weltweiten, systematischen und professionalisierten Tätigkeit. Arthur Langerman gilt mittlerweile als Experte für antisemitische Darstellungen und wichtige Instanz in der internationalen Sammlerszene. Angesichts der Zunahme antisemitischer Äußerungen und Gewalttaten, die seit den 2010er-Jahren weltweit zu beobachten ist, machte er seine private Sammlung öffentlich. 2017 zeigte das Mémorial de Caen in der Ausstellung Dessins assassins ou la corrosion antisémite en Europe erstmals eine größere Anzahl von antisemitischen Bildern aus der Sammlung Langerman. Im gleichen Jahr verkündete Arthur Langerman auf einer Pressekonferenz in Berlin, seine Sammlung gemeinsam mit dem Zentrum für Antisemitismusforschung der Technischen Universität Berlin in eine Stiftung überführen zu wollen, um sie für die Forschung und Bildungsarbeit zur Verfügung zu stellen. Sein ausdrücklicher Wunsch ist es, dass seine Sammlung genutzt wird, um die Geschichte und Wirkung antijüdischer Vorurteile zu erforschen und über diese aufzuklären. Im März 2019 wurde die Arthur Langerman Foundation, eine nichtrechtsfähige Stiftung in treuhändischer Verwaltung der Technischen Universität Berlin, gegründet. Für die Bewahrung und Erforschung der Sammlung Langerman wird am Zentrum für Antisemitismusforschung der TU Berlin nun das „Arthur Langerman Archiv für die Erforschung des visuellen Antisemitismus“ (ALAVA) aufgebaut.

## Ehrungen
Im März 2020 wurde Arthur Langerman vom Centre Communautaire Laïc Juif in Brüssel für seine unermüdliche Dokumentationsarbeit über antisemitische Bilder und sein Engagement für die Bekämpfung des Antisemitismus zum „Mensch de l’année 2020“ („Mensch des Jahres 2020“) gewählt. Die Preisverleihung im September 2020 markierte gleichzeitig die Eröffnung der Ausstellung Plume de fiel, Images de haine. Esquisse d’une collection insolite, die einen Einblick in die Sammlung Langerman und in den kollektiven Wahn des jahrhundertealten und globalen Phänomens des visuellen Antisemitismus gibt. Im Oktober 2023 wählte die US-amerikanische Zeitung The Algemeiner Langerman zu einem der "Top 100 People Positively Influencing Jewish Life." Im Mai 2025 ernannte ihn die TU Berlin zum Ehrensenator und würdigte damit "sein jahrzehntelanges Engagement gegen Antisemitismus sowie die großzügige Überlassung seiner weltweit einzigartigen Sammlung visueller Antisemitika" an die Universität.

## Übersetzungen (Jiddisch – Französisch)
- Sholem Aleikhem: La vie éternelle. 13 histoires courtes pour marquer le temps. Textes choisis et traduits du yiddish par Arthur Langerman & Ariel Sion, Genève: Éditions Métropolis, 2011.
- Sholem Aleikhem: Histoires pour enfants à ne plus mettre dans les mains des enfants. Adaptées et traduites par Arthur Langerman, Bruxelles: Marque Belge, 2019.